# Los Soria
Los Soria es una localidad argentina ubicada en el departamento Banda de la provincia de Santiago del Estero. Se desarrolla linealmente a lo largo de la ruta provincial 8, 2 km al noroeste de Los Quiroga.
La localidad no cuenta con puesto de salud, debiendo sus habitantes trasladarse hasta la localidad de Los Quiroga para recibir atención médica. La tierra es salitrosa, lo que favorece el escurrimiento. Cuenta con una escuela primaria.

## Población
Cuenta con 224 habitantes (Indec, 2010), lo que representa un descenso del 25,6% frente a los 301 habitantes (Indec, 2001) del censo anterior.
| Gráfica de evolución demográfica de Los Soria entre 1991 y 2010 |
|                                                                 |
| Fuente: Censos nacionales del INDEC                             |